# Infanteriekaserne Eschweiler

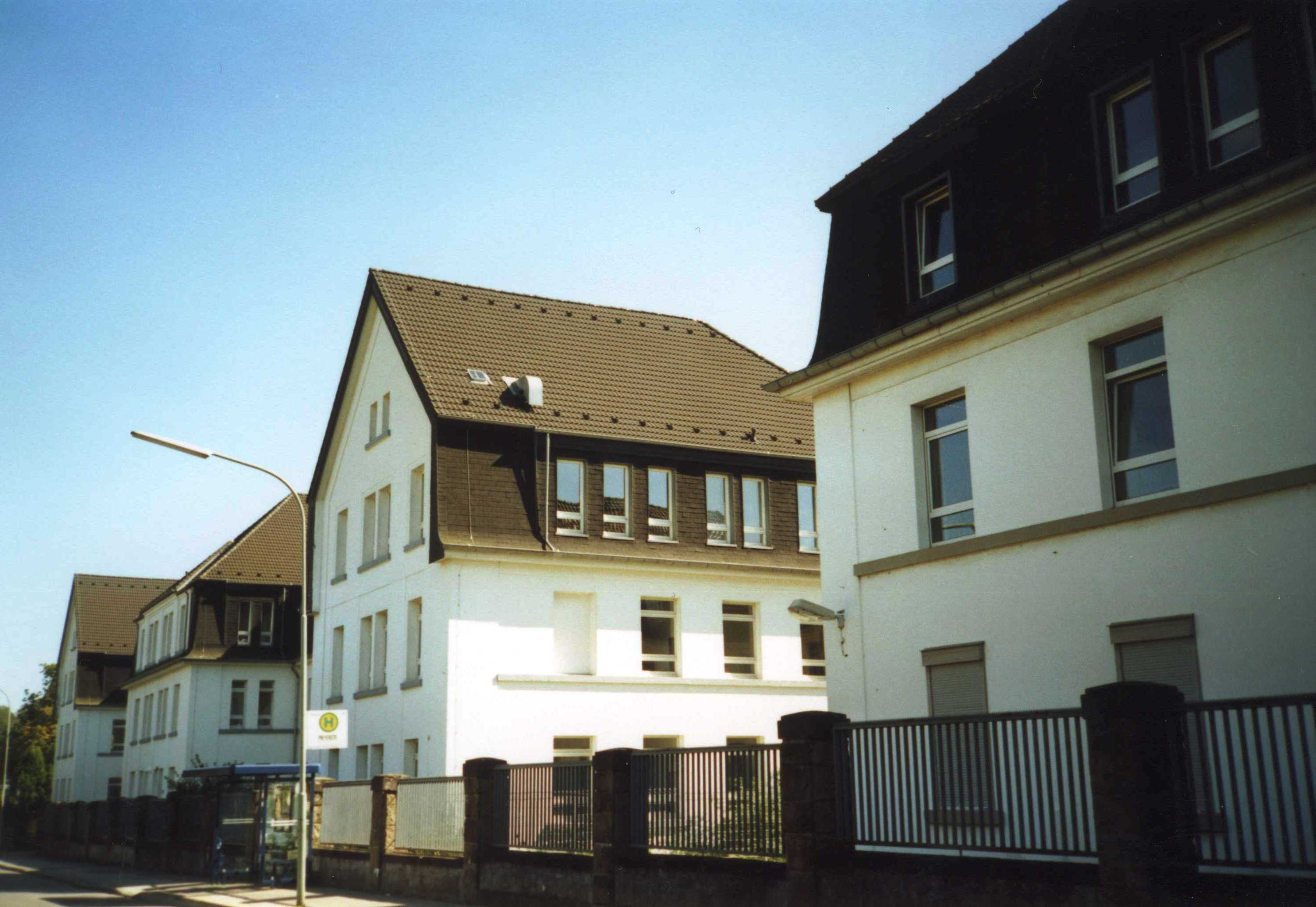
Gewerbezentrum und Schule in der Gartenstraße

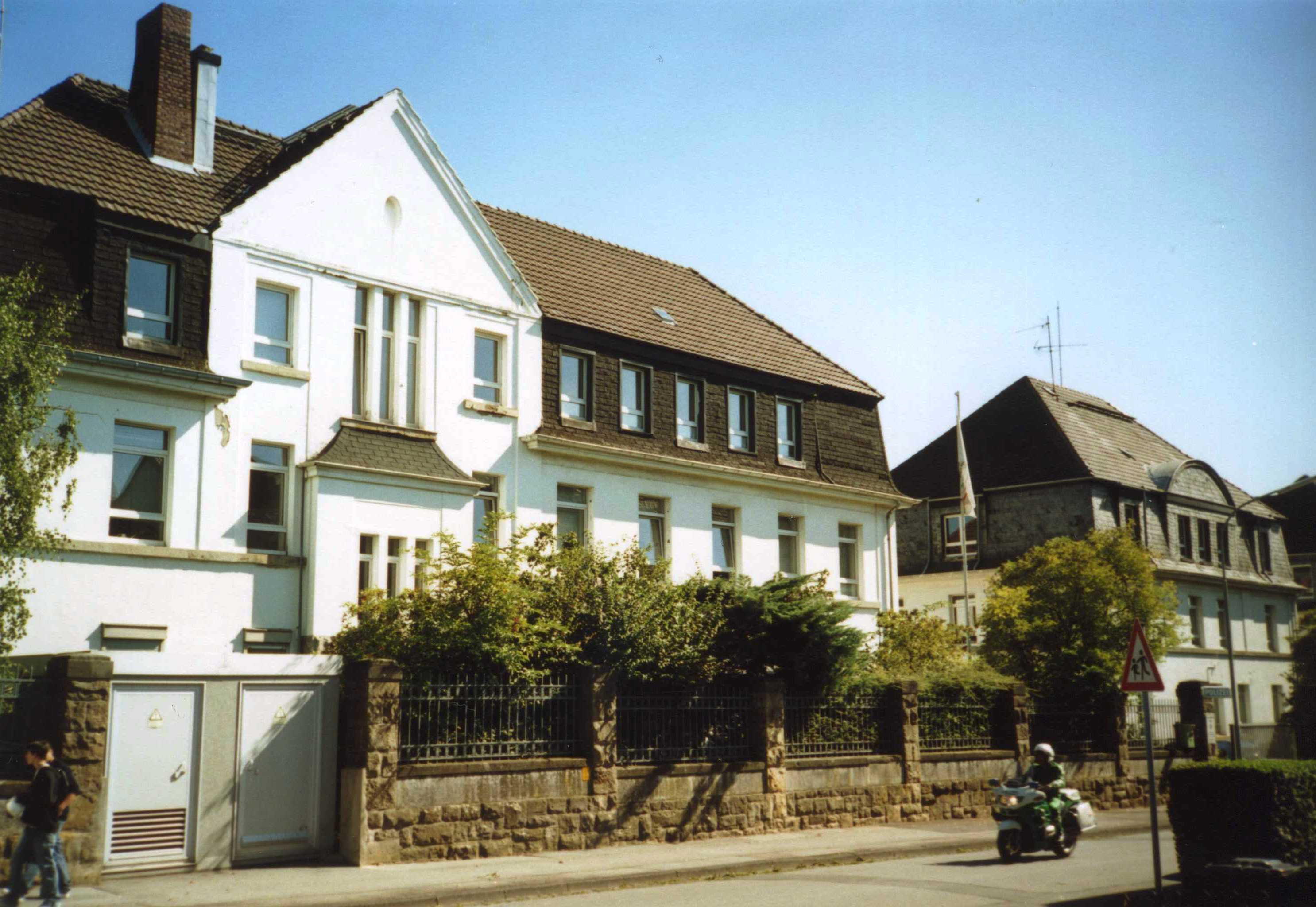
Polizeiwache in der Preyerstraße

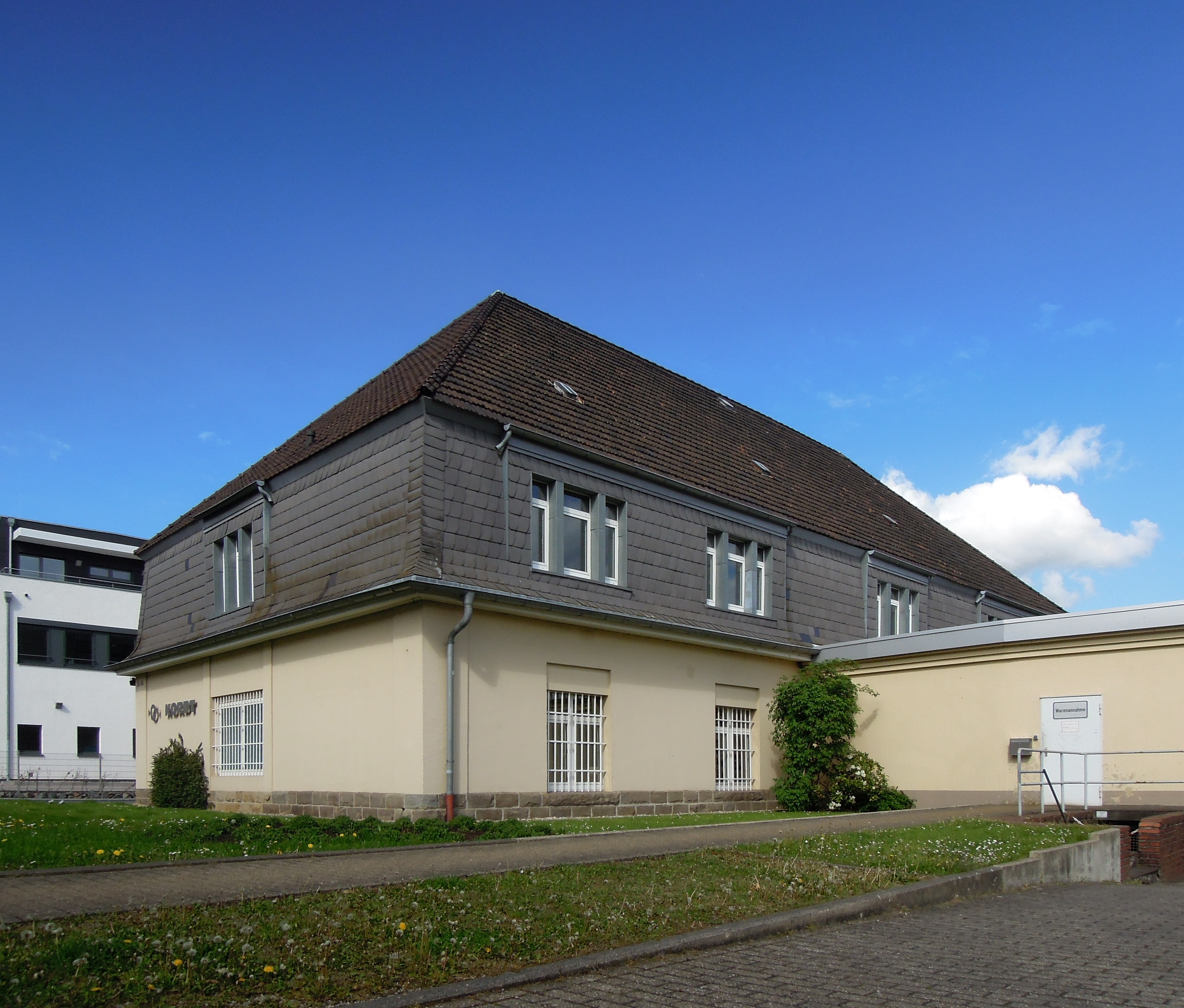
Fa. Kordt auf Kasernengelände

Die ehemalige Infanteriekaserne Eschweiler ist in der Stadtmitte von Eschweiler in der nordrhein-westfälischen Städteregion Aachen zu finden. Die Gebäude entlang der Gartenstraße und Preyerstraße werden heute von Unternehmen, dem Städtischen Gymnasium Eschweiler und der Polizei genutzt.
Die heutige Preyerstraße hieß bis 1955 Kasernenstraße, zeitweise Hindenburgstraße, und im 19. Jahrhundert Lohner Straße.

## Geschichte
Von 1907 an bemühte sich der Eschweiler Stadtrat und besonders Bürgermeister Ludwig Carbyn, Eschweiler zu einer Garnisonsstadt werden zu lassen. Carbyns Nachfolger Carl Hettlage setzte nach dessen Tod 1910 die Bemühungen fort. Das Berliner Kriegsministerium erwählte Eschweiler schließlich zum Standort eines Infanteriebataillons, teilte dies der Stadtverwaltung am 14. September 1912 mit, und die Kasernenbauten entstanden von 1913 bis 1914 auf dem ehemaligen Stürtz’schen Grundstück an der „Komm“ heute Ecke Gartenstraße / Preyerstraße auf einer Fläche von 3½ Hektar unter der Leitung von Stadtbaumeister Geis. Am 12. April 1913 war Grundsteinlegung und am 3. November Richtfest. Die bebaute Fläche betrug 6.713 Quadratmeter. Das Offizierskasino stand 200 bis 300 Meter entfernt an der Ecke Gartenstraße/Parkstraße. Gleichzeitig wurde im Eschweiler St.-Antonius-Hospital ein Lazarett gebaut.
Die Mannschaftshäuser lagen zur Gartenstraße, und das Stabsgebäude, Beamtenhaus, Unteroffiziersfamilienhaus und Kammergebäude lagen zur heutigen Preyerstraße.
Am 1. Juli 1914 zogen vier Kompanien des II. Bataillons des Infanterieregiments 161 (10. Rheinisches) aus Trier mit einer Stärke von 722 Mann am Nachmittag ein. Schon kurz darauf, um Mitternacht vom 5. auf den 6. August 1914, mussten die Soldaten an die Front, da der Erste Weltkrieg begonnen hatte.
Nach dem Ersten Weltkrieg erfolgte die Entmilitarisierung des Rheinlands sowie die alliierte Rheinlandbesetzung. Am 16. November 1918, fünf Tage nach Unterzeichnung des Waffenstillstands, wurde das Infanterieregiment 240 in der Kaserne feierlich empfangen, und am 24. November zog die Eschweiler Garnison ab. Die Eschweiler Kaserne wurde am 5. Dezember 1918 vom 169. Französischen Infanterieregiment belegt, das im Juni 1919 von belgischen Truppen abgelöst wurde. Der Abzug der letzten Besatzungstruppen aus Eschweiler am 5. November 1929 wurde von einer großen Befreiungsfeier mit Freudenfeuern rings um die Stadt begleitet.
Von November 1919 bis August 1921 waren in Eschweiler die so genannten „Marokkaner“ stationiert, das 1er Régiment Mixte des Zouaves et Tirailleurs. Soldaten dieses Regiments erschossen am 2. Juni 1920 in der Nähe des Eschweiler Hauptbahnhofs den Fabrikarbeiter Jakob Koch und den ihm zu Hilfe eilenden Polizeiwachtmeister Karl Schmitz. Die Todesschützen wurden am 13. Oktober von einem französischen Kriegsgericht freigesprochen.
Als am 16. Oktober 1923 Separatisten in Eschweiler die Fahne der Rheinischen Republik hissten, herrschte für zwei Wochen in der Stadt der Ausnahmezustand. Am 2. November wies die belgische Besatzungsmacht die Putschisten aus.
Das Offizierskasino wurde nach dem Zweiten Weltkrieg abgerissen und an seiner Stelle Wohngebäude für Militärbedienstete der Bundeswehr errichtet.

## Fotos

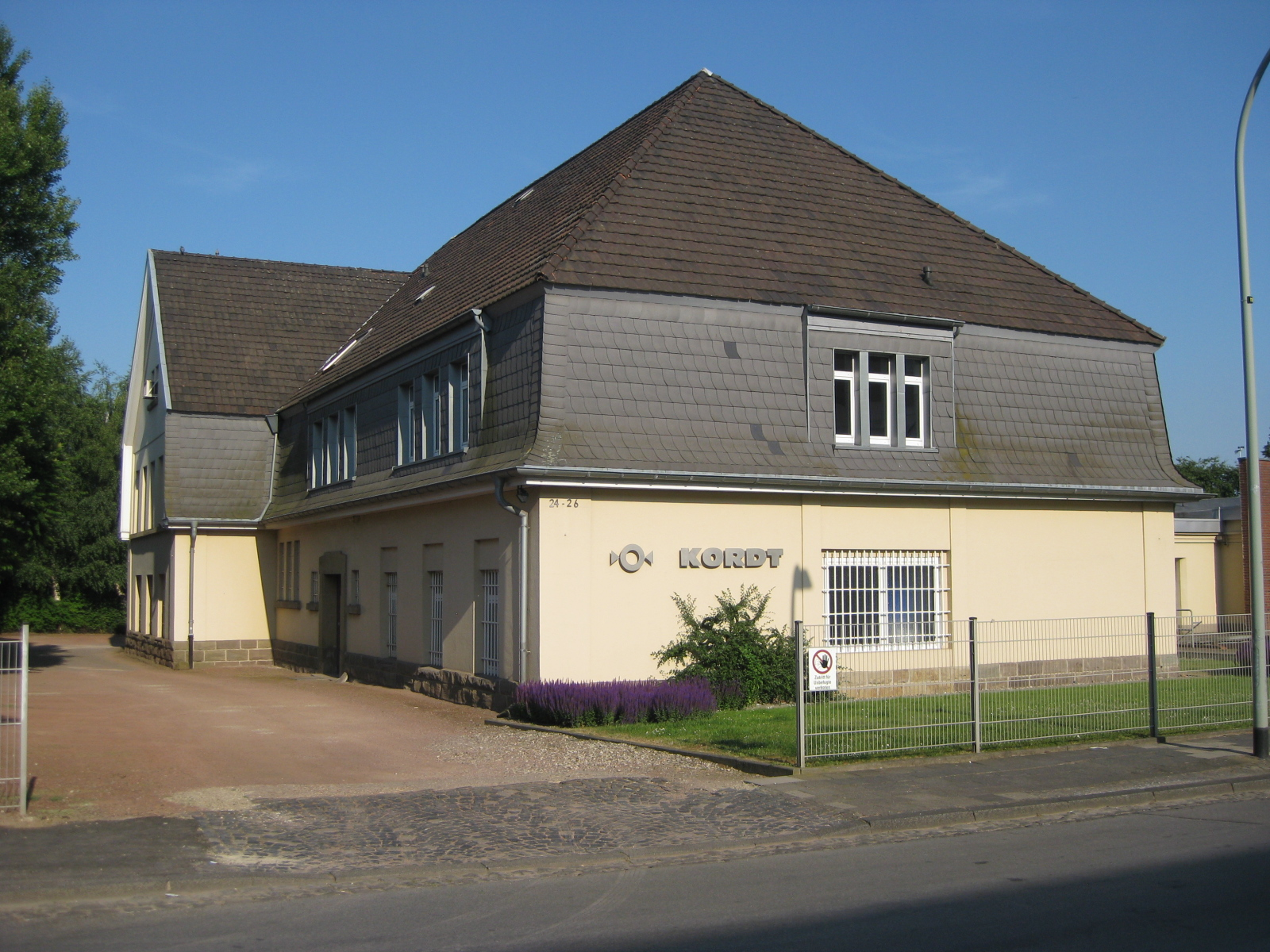
Firma Kordt in Kasernengebäuden
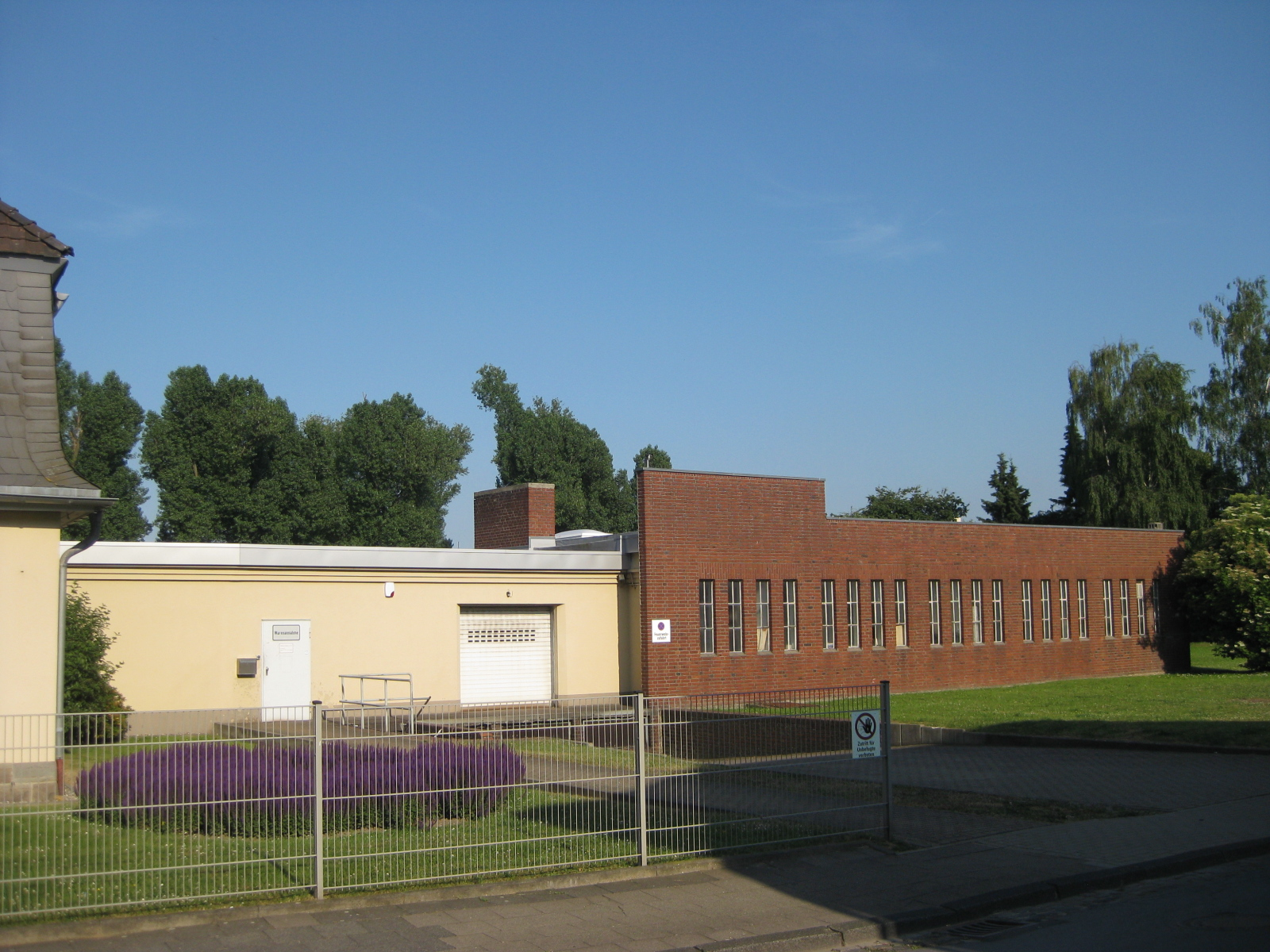
Laderampe und Anbau der Firma Kordt
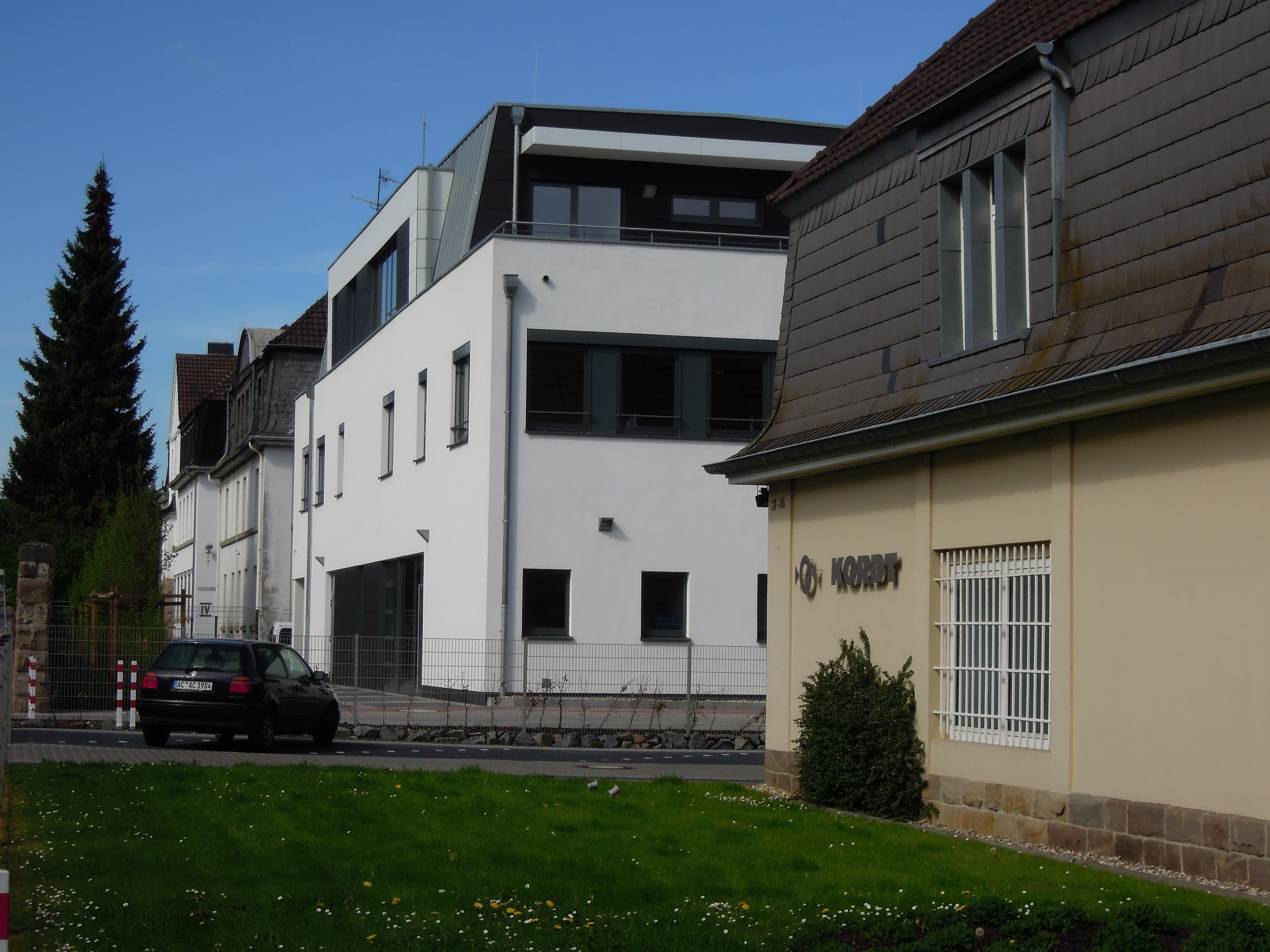
Neubau des städtischen Gymnasiums zwischen der Polizeiwache und der Fa. Kordt